# Lista över Sveriges damlandskamper i volleyboll (2025)
Sveriges damlandslag i volleyboll deltar under 2025 i träningslandskamper, European Golden League och VM. 

## Bruttotrupp
Spelare med position samt klubblag i bruttotruppen som togs ut i april 2025..

- Elin Andersson, spiker, Lunds VK
- Emmy Andersson, libero, Linköpings VC
- Linda Andersson, center, MÁV Előre SC
- Tyra Areskoug, passare, Vallentuna VBK
- Elin Arnerdal, center, Linköpings VC
- Filippa Brink, libero, Lunds VKKoszalin, Polen
- Ulrika Blomgren, libero, Sollentuna VK
- Emmy Gustafsson, passare, Hylte/Halmstad VBK
- Hilda Gustafsson, passare, Vandœuvre Nancy Volley-Ball
- Anna Haak, spiker, LOVB Austin
- Isabelle Haak, spiker, Imoco Volley
- Anna Harlin, passare, Vallentuna VBK
- Hanna Hellvig, spiker, RC Cannes
- Gun Hindgren, center, NLZ Volleyball Academy
- Klara Julevik, libero, Hylte/Halmstad VBK
- Elin Larsson, spiker, Portland Pilots
- Alexandra Lazic, spiker, UYBA Volley
- Kirsten van Leusen, center, VC Zwolle
- Paulina Lindberg, spiker, Kuusamon Pallo-Karhut
- Cecilia Malm, spiker, Charleroi Volley
- Erica Muhizi, center, Lunds VK
- Julia Nilsson, center, Neptunes de Nantes
- Saga Nilsson, spiker, Gislaveds VBK
- Elsa Nordin Ottosson, libero, RIG Falköping / Solna VBK
- Sabrina Phinizy, spiker, Örebro VBS
- Sonja Rundcrantz, passare, RIG Falköping / Solna VBK
- Ella Sandberg, passare, Engelholms VS
- Maya Tabron, spiker, San Diego Mojo
- Nina Tolstoy Krantz, center, Sollentuna VK
- Ebba Welander, spiker, RIG Falköping / Kronan VBK
- Kerstin Wolf-Watz, spiker, Örebro VBS

Passare Vilma Julevik ingick inte i truppen p.g.a. knäskada.

## Träningsturnering i Polen
Spelare med position samt klubblag i bruttotruppen som togs ut i april 2025..

- Emmy Andersson, libero, Linköpings VC
- Linda Andersson, center, MÁV Előre SC
- Filippa Brink, libero, Lunds VK
- Emmy Gustafsson, passare, Hylte/Halmstad VBK
- Hilda Gustafsson, passare, Vandœuvre Nancy Volley-Ball
- Anna Haak, spiker, LOVB Austin
- Isabelle Haak, spiker, Imoco Volley
- Hanna Hellvig, spiker, RC Cannes
- Gun Hindgren, center, NLZ Volleyball Academy
- Kirsten van Leusen, center, VC Zwolle
- Paulina Lindberg, spiker, Kuusamon Pallo-Karhut
- Cecilia Malm, spiker, Charleroi Volley
- Erica Muhizi, center, Lunds VK
- Julia Nilsson, center, Neptunes de Nantes
- Elsa Ottosson Nordin, libero, RIG Falköping / Solna VBK
- Sonja Rundcrantz, passare, RIG Falköping / Solna VBK
- Maya Tabron, spiker, San Diego Mojo
- Ebba Welander, spiker, RIG Falköping / Kronan VBK

## Resultat
| 23 maj – Träningsmatch Koszalin, Polen                             | Sverige  | 0 - 3 | Frankrike | 17-25, 20-25, 25-27               |
| 24 maj – Träningsmatch Koszalin, Polen                             | Sverige  | 2 - 3 | Polen     | 25-18, 25-23, 16-25, 9-25, 6-15   |
| 25 maj – Träningsmatch Koszalin, Polen                             | Sverige  | 3 - 2 | Bulgarien | 23-25, 28-26, 25-20, 20-25, 15-11 |
| 29 maj – European Golden League 2025 Idrottshuset, Örebro, Sverige | Portugal | 1 - 3 | Sverige   | 25-23, 20-25, 24-26, 19-25        |

## Tränarstab
Tränarstaben består av förbundskapten Lorenzo Micelli, team manager Samantha Sylva-Arvidson, assisterande tränarna Gabor Toth och Bart Janssen, scout Matteo Marongiu, fystränare Pablo Griboff och fysioterapeuterna Nina Enocsson och Giuseppe Pigliacampo.